# Titularbistum Caesarea in Thessalia
Caesarea in Thessalia (ital.: Cesarea di Tessalia) ist ein Titularbistum der römisch-katholischen Kirche. 
Es geht zurück auf ein früheres Bistum in der römischen Provinz Macedonia bzw. Thessalia in Griechenland, das der Kirchenprovinz Larisa angehörte.
| Titularbischöfe von Caesarea in Thessalia |                  |                                                                    |                 |                  |
| Nr.                                       | Name             | Amt                                                                | von             | bis              |
| 1                                         | Andrea Pangrazio | Koadjutorbischof von Verona Koadjutorbischof von Livorno (Italien) | 26. August 1953 | 10. Februar 1959 |
| 2                                         | Paolo Savino     | Weihbischof in Neapel (Italien)                                    | 7. April 1959   | 27. Oktober 1980 |